# دنیل زورب
دنیل زورب (فرانسوی: Daniel Xuereb‎؛ زادهٔ ۲۲ ژوئن ۱۹۵۹) بازیکن سابق فوتبال اهل فرانسه است.
از باشگاه‌هایی که در آن بازی کرده‌است می‌توان به باشگاه فوتبال مون‌پلیه، باشگاه فوتبال المپیک لیون، باشگاه فوتبال المپیک مارسی، باشگاه فوتبال لن و باشگاه فوتبال پاری سن ژرمن اشاره کرد.